# Edmond Albius
Pour les articles homonymes, voir Albius.
Edmond Albius, né le 9 août 1829 à Sainte-Suzanne (La Réunion) et mort le 9 août 1880 dans la même commune, est un Réunionnais célèbre pour avoir découvert le procédé pratique de pollinisation de la vanille alors qu'il n'avait que 12 ans et était alors esclave.

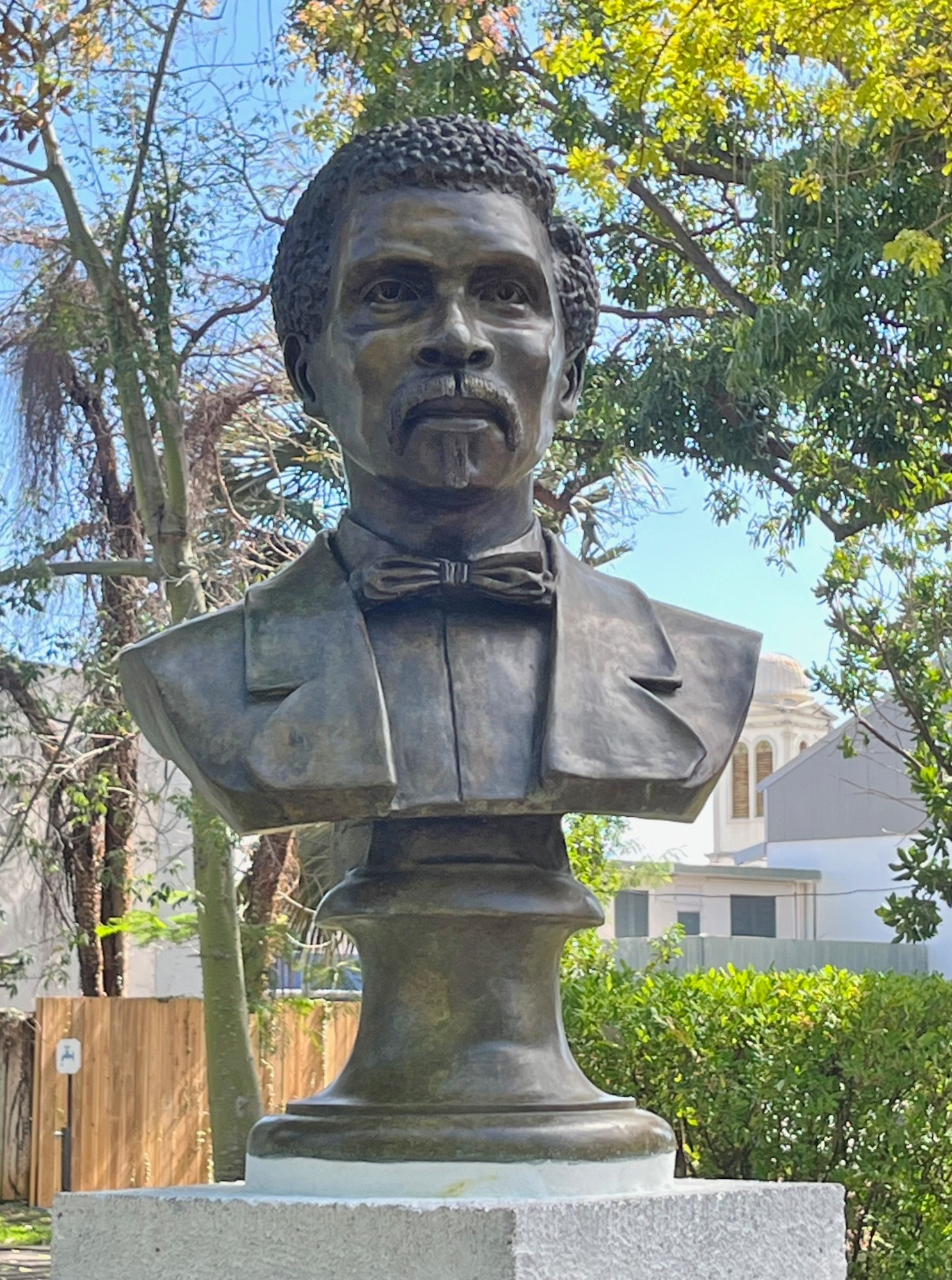
Buste en bronze d'Edmond Albius au jardin de l'Etat, par Anne Hoarau.

## Biographie
Edmond, esclave et orphelin de naissance, naît en août 1829,. Ses parents sont tous deux originaires du Mozambique. Sa mère, Mélise meurt en couche. Il ne connut jamais son père, un dénommé Pamphile qui semble s'être enfui à sa naissance. Il est recueilli par Féréol Bellier Beaumont qui devient son maître. Celui-ci le traite comme s'il était son propre enfant et l'initie à l'horticulture et à la botanique.
S'il n'est pas à l'origine de la première fécondation artificielle de la vanille (effectuée indépendamment par Charles Morren en 1836, par un autre procédé), c'est lui qui, en 1841 et alors qu'il n'a que douze ans, en découvre le procédé pratique de pollinisation, un procédé qui révolutionne la culture de cette épice,, et permet à La Réunion de devenir pour un temps le premier producteur mondial et le berceau de la diffusion d'un nouveau savoir-faire. Il se serait inspiré de la pollinisation manuelle de la courge que son maître lui aurait enseignée.
En effet, sept ans après la découverte d'Albius, l'île exporte ses premières vanilles, une petite dizaine de kilos. Après l'adoption du procédé Loupy - de Floris, les expéditions vont s'envoler. Elles passent de 267 kilos en 1853 à plus de 3 tonnes en 1858. À la fin du XIXe siècle, elles rapportent autant que le sucre. En 1892, près de 4 200 hectares sont plantées en vanille. Les expéditions atteignent 200 tonnes en 1898 et la vanille de l'île rafle les Grands Prix des expositions universelles de 1867 et de 1900.
Parce qu'elle est celle d'un enfant, noir et esclave de surcroît, la paternité de la découverte est toutefois rapidement contestée par les envieux. À l'origine du développement de l'actuel Jardin de l'État de Saint-Denis, le botaniste Jean-Michel-Claude Richard prétend ainsi avoir enseigné la technique de fécondation à l'esclave trois ou quatre ans plus tôt. Le jeune Edmond est alors vigoureusement défendu par Ferréol Bellier Beaumont, le naturaliste Eugène Volcy Focard et un certain Mézières de Lépervanche au travers de nombreux courriers.
Malgré ce soutien, la controverse persiste, même après la mort des différents protagonistes. Au début du XXe siècle, un titre de presse va jusqu'à affirmer à tort qu'Edmond Albius était blanc. Devenu homme libre avec l'abolition de l'esclavage en 1848, il ne tire aucun bénéfice d'une invention qui fit la fortune des planteurs. Il meurt dans la misère et dans l'indifférence en 1880, à 51 ans,,.
L'écrivain Michaël Ferrier consacre le dernier chapitre de son livre Sympathie pour le Fantôme à Edmond Albius : « Voici donc l’histoire d’un esclave, un esclave noir sur la terre de France. Il va modifier l’histoire de son pays et celle du monde entier d’un seul mouvement de ses mains. » (Sympathie pour le Fantôme, Gallimard, 2010).
En 2018, l'écrivain dessinateur Mickaël Joron réalise le premier court-métrage d'animation, sur l'histoire d'Edmond Albius,.
En 2023, Gaëlle Bélem publie une magnifique biographie romancée, à la fois très réaliste et très sensible sur Edmond Albius (Le Fruit le plus rare ou la vie d'Edmond Albius, Gallimard). Ce roman a obtenu le prix du roman métis des étudiants en 2025.

## Postérité

### Hommages
Plusieurs sculptures rendent hommage à Edmond : à Bras-Panon, et deux autres à Sainte-Suzanne.

Depuis le 4 octobre 2024, un buste en bronze d'Edmond Albius trône dans le jardin de l'État à Saint-Denis. L'inauguration s'est effectuée en même temps que ceux des bustes de Pierre Poivre et Joseph Hubert. Ces bustes rendent ainsi hommage à trois grands botanistes qui ont marqué l'histoire de l'île de la Réunion. 

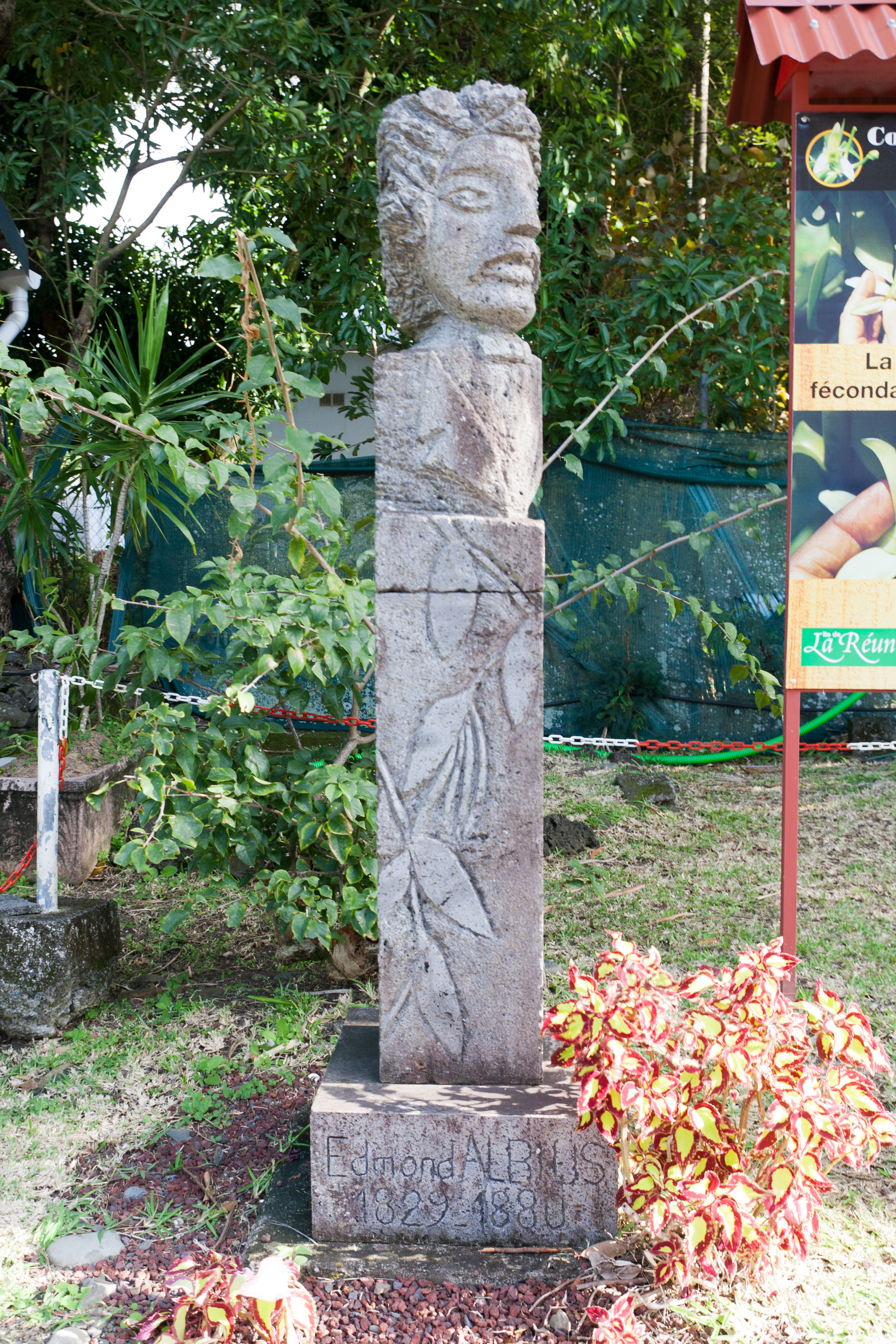
À Bras-Panon.
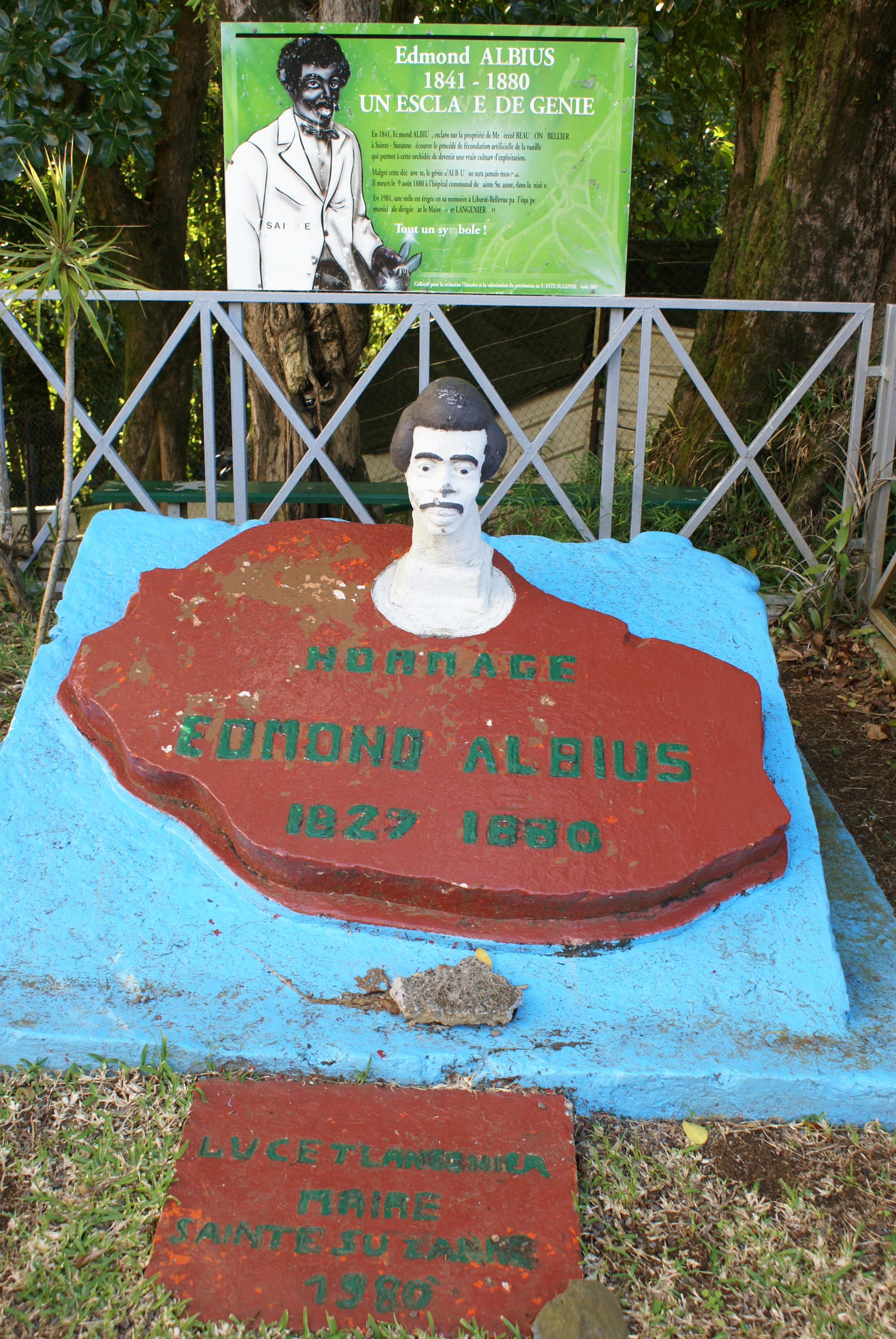
Un des deux monuments à Sainte-Suzanne.

### Dans la culture populaire
Une marque de produits alimentaires utilise son nom depuis 2002.

### Film d'animation
- Edmond Albius, le scientifique noir (court métrage), 2018

### Documentaire
- Edmond Albius, l'esclave prodige, Jim Damour, Arte, RFO, 1998

### Théâtre
- Sur les traces d’Edmond Albius de Christophe Champelaux, adapté par Jean-Paul Cathala mis en scène par Marie-Claude Lui-Van-Sheng et Jean-Paul Cathala, 50 min, 1986 (OCLC 800899430)

### Romans
- Georges Limbour, Les Vanilliers, 1938
- Jean-Paul Cathala, Edmond la Vanille, Lézignan-Corbières, Avant-quart, 9 décembre 2022 (1re éd. 2000), 40 p. (EAN 9782307268420, OCLC 468133572)
- Benoît Hopquin, Ces noirs qui ont fait la France, « Edmond Albius (1829-1880): L'enfant et la gousse de vanille », Calmann-Lévy, 2009  (ISBN 9782702139882) (OCLC 317316103)
- Michaël Ferrier, Sympathie pour le Fantôme, Gallimard, 2010  (ISBN 9782070130047)
- Béatrice Nicodème, Couleur vanille, Oskar jeunesse, collection Histoire & société, 2011  (ISBN 9782350006550) (OCLC 1131458997)
- Sophie Chérer, La vraie couleur de la vanille, L'Ecole des loisirs, 2012
- Christian Grenier, Pour l'amour de Vanille, Bayard Jeunesse, collection Estampille, 2012  (ISBN 9782747038737) (OCLC 793479947)
- Alban Doppée, Et le petit esclave donna naissance à une déesse : la vie romancée d'Edmond Albius, Édilivre, 2015  (ISBN 9782332911179) (OCLC 944259078)
- Gaëlle Bélem,  Le fruit le plus rare ou la vie d'Edmond Albius , Gallimard, 2023[2]

### Bandes dessinées
- Téhem (dessin) et Appollo (scénario), Vingt décembre : Chroniques de l'abolition, Dargaud, 5 janvier 2024, 160 p. (ISBN 9782205200935, présentation en ligne)